# Mehmed ibn Eretna
Mehmed ibn Eretna fou emir d'Eretna a Kayseri.
Va succeir al seu pare Ala al-Din Eretna a la mort d'aquest el 1352 i va fer front a la revolta d'un germà, Djafar ibn Eretna, que fou derrotat. Però el 1365 va ser assassinat en un atemptat fomentat pels grans amirs (generals) del país.
El va succeir el seu fill Ala al-Din Ali Beg.